# Las Juntas (Piura)
Las Juntas es una localidad peruana ubicada en el distrito de Pacaipampa, perteneciente a la provincia de Ayabaca del departamento de Piura, al norte del Perú.

## Ubicación
Las Juntas se ubica al sur de la provincia de Ayabaca, en el distrito de Pacaipampa, en el departamento de Piura.

## Demografía
En 2017 Las Juntas tenía una población de 5 habitantes.